# 龍宣和
龍宣和（15世紀—16世紀），號五江，廣東廣州府順德縣大良人，明朝政治人物。

## 生平
龍宣和的祖父龍敏在正統年間遭遇黃蕭養作亂，被威脅不從，與兩子龍淵、龍源一家八口遇害，父親龍澈年幼養育於外戚何氏，生下三子，長子即是龍宣和，他年少聰慧，是弘治五年（1492年）壬子科廣東鄉試舉人，授晉江知縣，在荒年倡賑救活人民，因清介剛直不容於時，被貶謫為連江教諭，因父母離世回鄉，服闋起補上饒教諭，再調為湘鄉知縣，為政有聲譽。

## 引用
1. 1 2  咸豐《順德縣志·卷二十三·列傳三》：龍宣和，號五江，大良人，祖敏字松巖，正統遭黃蕭養亂，脅之不從，二子淵、源並闔門八口盡遇害，父澈方幼育於外戚何氏，生三子，長即宣和，少聰慧，宏治壬子鄉薦，令晉江歲饑倡賑，存活甚眾，清介剛直不容於時，謫連江教諭，丁艱起補上饒，遷知湘鄉政治有聲；澈孫堯達，嘉靖己酉鄉舉，福建永定令。……姚志、陳志、採訪冊